# Olinto De Pretto

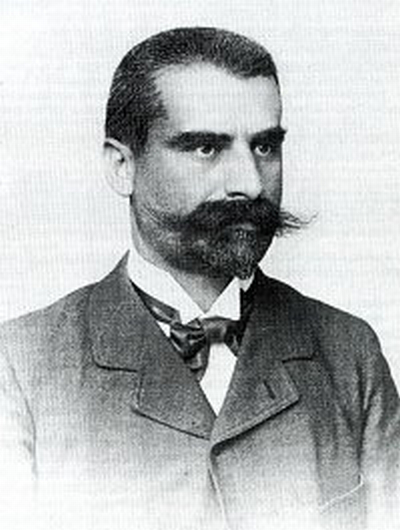
Olinto de Pretto

Olinto De Pretto (1857–1921) fue un industrial, físico y geólogo italiano, nacido en Schio, Vicenza. Existe una controversia alrededor del libro de Umberto Bartocci Albert Einstein e Olinto De Pretto. La vera storia della formula più famosa del mondo
 acerca de su descubrimiento de la fórmula e=mc² que fue consignada en diversas publicaciones italianas e institutos de ciencia al menos dos años antes de que Albert Einstein publicase la fórmula. De Pretto, al descubrir la fórmula, conjeturó sobre el decaimiento radiactivo del uranio y del torio como muestras de la transformación de masa en energía.